# National Basketball Association 1999-2000
La stagione della National Basketball Association 1999-2000 fu la 54ª edizione del campionato NBA. La stagione si concluse con la vittoria dei Los Angeles Lakers, che sconfissero gli Indiana Pacers per 4-2 nelle finali NBA.

## Squadre partecipanti
- Atlanta Hawks
- Boston Celtics
- Charlotte Hornets
- Chicago Bulls
- Cleveland Cavaliers
- Dallas Mavericks
- Denver Nuggets
- Detroit Pistons
- G.S. Warriors
- Houston Rockets
- Indiana Pacers
- L.A. Clippers
- L.A. Lakers
- Miami Heat
- Milwaukee Bucks

- Minnesota T'wolves
- N.J. Nets
- N.Y. Knicks
- Orlando Magic
- Phoenix Suns
- Philadelphia 76ers
- Portland T. Blazers
- Sacramento Kings
- San Antonio Spurs
- Seattle S.Sonics
- Toronto Raptors
- Utah Jazz
- Vancouver Grizzlies
- Wash. Wizards

## Classifica finale

### Eastern Conference
| Squadra            | V  | P  | PCT  | GB |
| ------------------ | -- | -- | ---- | -- |
| Miami Heat         | 52 | 30 | 63,4 | -  |
| New York Knicks    | 50 | 32 | 61,0 | 2  |
| Philadelphia 76ers | 49 | 33 | 59,8 | 3  |
| Orlando Magic      | 41 | 41 | 50,0 | 11 |
| Boston Celtics     | 35 | 47 | 42,7 | 17 |
| New Jersey Nets    | 31 | 51 | 37,8 | 21 |
| Washington Wizards | 29 | 53 | 35,4 | 23 |

| Squadra             | V  | P  | PCT  | GB |
| ------------------- | -- | -- | ---- | -- |
| Indiana Pacers      | 56 | 26 | 68,3 | -  |
| Charlotte Hornets   | 49 | 33 | 59,8 | 7  |
| Toronto Raptors     | 45 | 37 | 54,9 | 11 |
| Detroit Pistons     | 42 | 40 | 51,2 | 14 |
| Milwaukee Bucks     | 42 | 40 | 51,2 | 14 |
| Cleveland Cavaliers | 32 | 50 | .390 | 24 |
| Atlanta Hawks       | 28 | 54 | 34,1 | 28 |
| Chicago Bulls       | 17 | 65 | 20,7 | 39 |

### Western Conference
| Squadra                | V  | P  | PCT  | GB |
| ---------------------- | -- | -- | ---- | -- |
| Utah Jazz              | 55 | 27 | 67,1 | -  |
| San Antonio Spurs      | 53 | 29 | 64,6 | 2  |
| Minnesota Timberwolves | 50 | 32 | 61,0 | 5  |
| Dallas Mavericks       | 40 | 42 | 48,8 | 15 |
| Denver Nuggets         | 35 | 47 | 42,7 | 20 |
| Houston Rockets        | 34 | 48 | 41,5 | 21 |
| Vancouver Grizzlies    | 22 | 60 | 26,8 | 33 |

| Squadra                | V  | P  | PCT  | GB |
| ---------------------- | -- | -- | ---- | -- |
| Los Angeles Lakers C   | 67 | 15 | 81,7 | -  |
| Portland Trail Blazers | 59 | 23 | 72,0 | 8  |
| Phoenix Suns           | 53 | 29 | 64,6 | 14 |
| Seattle SuperSonics    | 45 | 37 | 54,9 | 22 |
| Sacramento Kings       | 44 | 38 | 53,7 | 23 |
| Golden State Warriors  | 19 | 63 | 23,2 | 48 |
| Los Angeles Clippers   | 15 | 67 | 18,3 | 52 |

## Vincitore
| Campione NBA 1999-2000          |
| ------------------------------- |
| Los Angeles Lakers (12º titolo) |

## Statistiche

### Statistiche individuali
| Categoria        | Giocatore        | Team                | Statistiche |
| ---------------- | ---------------- | ------------------- | ----------- |
| Punti            | Shaquille O'Neal | L.A. Lakers         | 29.7        |
| Rimbalzi         | Dikembe Mutombo  | Atlanta Hawks       | 14.1        |
| Assist           | Jason Kidd       | Phoenix Suns        | 10.1        |
| Palle rubate     | Eddie Jones      | Charlotte Hornets   | 2.7         |
| Stoppate         | Alonzo Mourning  | Miami Heat          | 3.7         |
| Palle perse      | Jerry Stackhouse | Detroit Pistons     | 3.8         |
| Falli            | Shawn Kemp       | Cleveland Cavaliers | 4.5         |
| Minuti a partita | Michael Finley   | Dallas Mavericks    | 42.2        |
| FG%              | Shaquille O'Neal | L.A. Lakers         | 57.4        |
| FT%              | Jeff Hornacek    | Utah Jazz           | 95.0        |
| 3FG%             | Hubert Davis     | Dallas Mavericks    | 49.1        |
| Efficienza       | Shaquille O'Neal | L.A. Lakers         | 30.6        |

### Statistiche di squadra
| Categoria             | Team                | Statistiche |
| --------------------- | ------------------- | ----------- |
| Punti per gara        | Sacramento Kings    | 105.0       |
| Rimbalzi per gara     | L.A. Lakers         | 47.0        |
| Assist per gara       | Minnesota T'wolves  | 26.9        |
| Palle rubate per gara | Boston Celtics      | 9.7         |
| Stoppate per gara     | Denver Nuggets      | 7.5         |
| Palle perse per gara  | Chicago Bulls       | 19.0        |
| FG%                   | Portland T. Blazers | 47.0        |
| FT%                   | Indiana Pacers      | 81.1        |
| 3FG%                  | Indiana Pacers      | 39.2        |
| +/−                   | L.A. Lakers         | +9.1        |

## Premi NBA
- NBA Most Valuable Player Award: Shaquille O'Neal, Los Angeles Lakers
- NBA Rookie of the Year Award: Elton Brand, Chicago Bulls; Steve Francis, Houston Rockets
- NBA Defensive Player of the Year Award: Alonzo Mourning, Miami Heat
- NBA Sixth Man of the Year Award: Rodney Rogers, Phoenix Suns
- NBA Most Improved Player Award: Jalen Rose, Indiana Pacers
- NBA Coach of the Year Award: Doc Rivers, Orlando Magic
- NBA Executive of the Year Award: John Gabriel, Orlando Magic
- All-NBA First Team:
  - F - Tim Duncan, San Antonio Spurs
  - F - Kevin Garnett, Minnesota Timberwolves
  - C - Shaquille O'Neal, Los Angeles Lakers
  - G - Gary Payton, Seattle SuperSonics
  - G - Jason Kidd, Phoenix Suns
- All-NBA Second Team:
  - F - Karl Malone, Utah Jazz
  - F - Grant Hill, Detroit Pistons
  - C - Alonzo Mourning, Miami Heat
  - G - Allen Iverson, Philadelphia 76ers
  - G - Kobe Bryant, Los Angeles Lakers
- All-NBA Third Team:
  - F - Chris Webber, Sacramento Kings
  - F - Vince Carter, Toronto Raptors
  - C - David Robinson, San Antonio Spurs
  - G - Eddie Jones, Charlotte Hornets
  - G - Stephon Marbury, New Jersey Nets
- All-Defensive First Team:
  - Tim Duncan, San Antonio Spurs
  - Kevin Garnett, Minnesota Timberwolves
  - Alonzo Mourning, Miami Heat
  - Gary Payton, Seattle SuperSonics
  - Kobe Bryant, Los Angeles Lakers
- All-Defensive Second Team:
  - Scottie Pippen, Portland Trail Blazers
  - Clifford Robinson, Phoenix Suns
  - Shaquille O'Neal, Los Angeles Lakers
  - Eddie Jones, Charlotte Hornets
  - Jason Kidd, Phoenix Suns
- All-Rookie First Team:
  - Elton Brand, Chicago Bulls
  - Steve Francis, Houston Rockets
  - Lamar Odom, Los Angeles Clippers
  - Wally Szczerbiak, Minnesota Timberwolves
  - Andre Miller, Cleveland Cavaliers
- All-Rookie Second Team:
  - Shawn Marion, Phoenix Suns
  - Ron Artest, Chicago Bulls
  - James Posey, Denver Nuggets
  - Jason Terry, Atlanta Hawks
  - Chucky Atkins, Orlando Magic